# McLeod's Daughters
McLeod's Daughters (também conhecida como Mulheres de fibra ou As filhas de McLeod no Brasil) é uma série de TV Australiana vencedora do Prêmio Logie que foi ao ar pela Nine Network de 2001 a 2009. A série foca a vida de duas irmãs, Claire e Tess McLeod, que foram separadas na infância mas que se reunem novamente quando herdam uma fazenda. Separadas por 20 anos elas juntam uma força de trabalho formada apenas por mulheres, comprometidas com a vida em Drovers Run, que está localizada na Austrália Meridional, 180 km da cidade mais próxima. Durante as temporadas, mais filhas de McLeod aparecem; primas de Claire e Tess McLeod em sua maioria.
Em 31 de janeiro de 2009 a Nine Network exibiu o 224º e último episódio em um especial de despedida; isso depois de uma brusca queda na audiência depois que a personagem Jodi deixou o programa na 7ª temporada e praticamente nenhum membro do elenco original restou.

## Enredo
Após a morte de Jack McLeod, ele deixou sua fazenda, Drovers Run, que estava cheia de dividas e negócios pendentes, para as suas duas filhas. Tess então retorna para sua velha casa que ela havia abandonado 20 anos antes. Jack havia se casado com Prudence, e eles tiveram uma filha chamada Claire e um filho chamado Adam, sendo que o menino faleceu após o parto. Prue morreu ao dar à luz Adam, deixando Jack para criar Claire. Ele então se casou com Ruth Silverman e eles tiveram uma filha, Tess. As duas meninas eram muito próximas na infância, mas quando Ruth se separou de Jack ela levou Tess com ela para a cidade, sendo que na época ela tinha 5 anos. 
Tess, que havia rescentemente perdido sua mãe para o câncer de mama, esperava poder vender sua parte da fazenda que ela havia herdado e abrir um Café na cidade, mas ficou decepcionada ao ver a delicada situação financeira da fazenda e também ficou muito chateada com o ressentimento de sua irmã. 
Claire decidiu demitir todos os trabalhadores homens de sua fazenda e as irmãs passam a administrar o local sozinhas, com a ajuda da governanta Meg Fountain e sua filha Jodi, e também de uma garota local chamada Becky. Essa parceria é o primeiro passo para a reunificação das irmãs em uma tentativa de curar as feridas do passado, melhorar o relacionamento das duas e melhorar a situação financeira frágil que a fazenda se encontrava.
Três anos depois, em outubro de 2003, a melhor amiga de Claire, Stevie Hall, chega em Drovers Run para substituir Becky que partiu com um garoto chamado Jake para gerenciar sua própria fazenda. Então Claire acaba falecendo em um acidente de carro deixando sua irmã Tess para dirigir Drovers com a ajuda de Stevie e das outras meninas.
Em março de 2006, Tess e Nick decidem deixar Drovers para viver em uma fazenda na Argentina; Jodi, filha de Meg, passa então a gerenciar a fazenda com sua prima Regan, com a amiga Stevie e com Kate Manfredi, que foi melhor amiga de Jodi na escola, sendo que Kate chegou em Drovers em 2004.

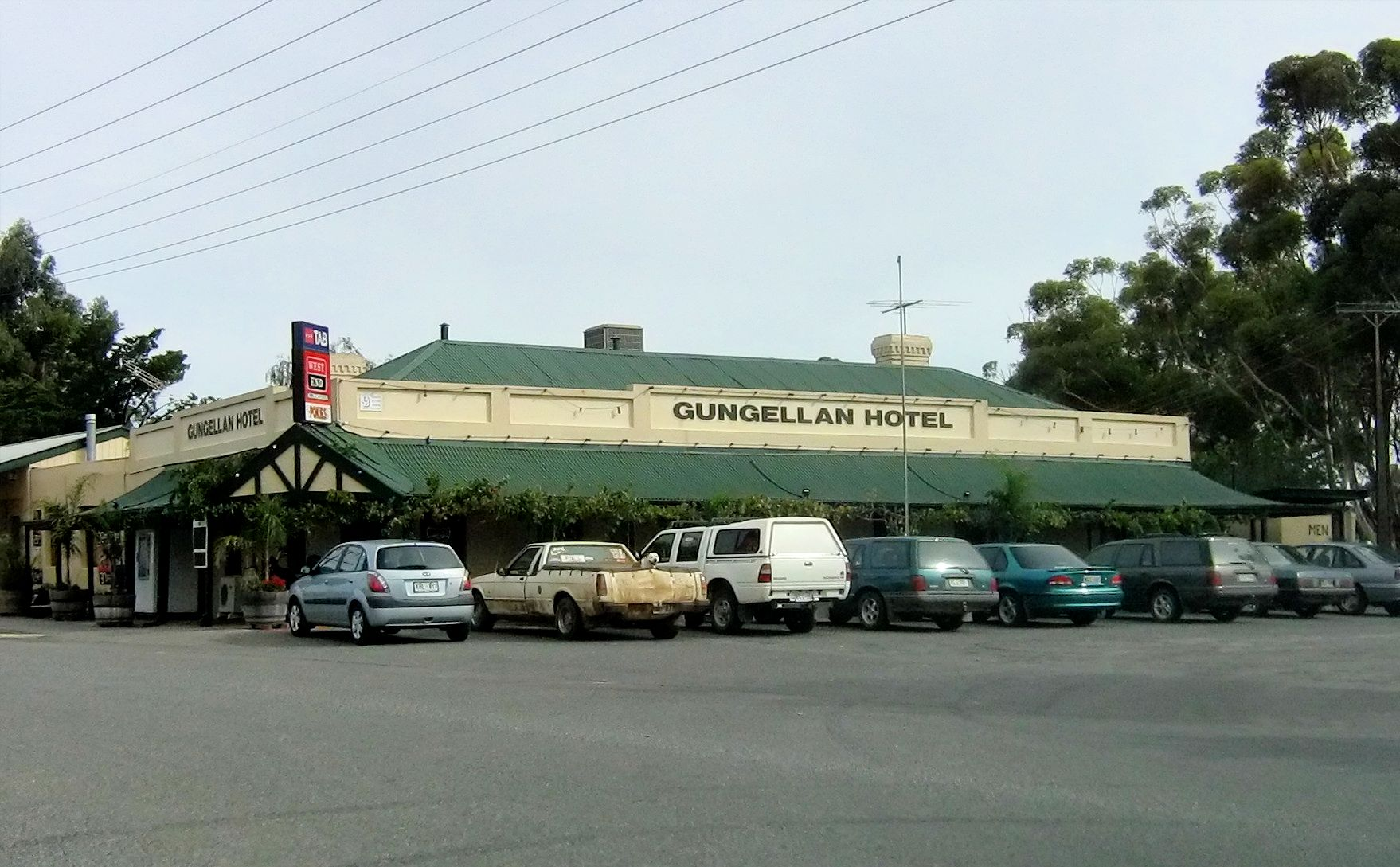
Um hotel em Freeling pintado como "Gungellan Hotel" para o set de McLeod's Daughters.

Em 2007, depois de sete anos em Drovers Run, Jodi Fountain-McLeod, com o retorno de Rob/Matt decide ir para o programa de proteção à testemunhas deixando Drovers Run para sempre, e abandonando também suas amigas e família. Na ausência de Jodi, Regan, Grace e Jasmine passam a dirigir a fazenda.
Com agora apenas Regan no comando de Drovers com Stevie, Tayler e Kate, a estranha irmã de Regan, Grace Kingston, chega a Drovers Run depois de receber sua carta pelo correio. Mais tarde naquele ano, Stevie e Alex se casam e Regan parte para estudar mais para aprender melhor o trabalho, deixando a irmã Grace no comando da fazenda da família McLeod.
Em 2009, Kate Manfredi deixa Drovers para trabalhar em outro lugar, e Regan retorna depois de um ano. Depois de seu retorno, a irmã de Grace, Jasmine McLeod, retorna para Drovers com um segredo obscuro, e o primo de Stevie Hall, Ben Hall, chega em Drovers para ajudar Stevie depois da morte de Alex e então Jodi Fountain-McLeod também retorna para Drovers Run para dar à luz uma criança e dirigir em definitivo a fazenda da família.

## Elenco

### Elenco principal
| Ator/Atriz                  | Personagem                                    | Nº de episódios | Temporadas          | Retorno a série (temporada) |
| --------------------------- | --------------------------------------------- | --------------- | ------------------- | --------------------------- |
| Lisa Chappell               | Claire Louise McLeod                          | 74              | 1, 2, 3             | NA                          |
| Bridie Carter               | Teresa "Tess" Charlotte Silverman McLeod Ryan | 135             | 1, 2, 3, 4, 5, 6    | NA                          |
| Rachael Carpani             | Jodi Fountain McLeod Bosnich                  | 180             | 1, 2, 3, 4, 5, 6, 7 | 8                           |
| Jessica Napier              | Becky Howard                                  | 70              | 1, 2, 3             | NA                          |
| Aaron Jeffery               | Alexander "Alex" Marion Ryan                  | 202             | 1, 2, 3, 4, 5, 6, 7 | 8                           |
| Myles Pollard               | Nicholas "Nick" Ryan                          | 124             | 1, 2, 3, 4, 5       | 6                           |
| Sonia Todd                  | Meg Fountain Dodge                            | 107             | 1, 2, 3, 4, 5       | 6, 7, 8                     |
| Simmone Jade Mackinnon      | Stephanie "Stevie" Hall                       | 153             | 3, 4, 5, 6, 7, 8    | NA                          |
| Brett Tucker                | David "Dave" Brewer                           | 100             | 4, 5, 6             | 3                           |
| Michala Banas               | Kate Manfredi                                 | 117             | 4, 5, 6, 7, 8       | NA                          |
| Doris Younane               | Moira Doyle                                   | 94              | 6, 7, 8             | 2, 3, 4, 5                  |
| Zoe Naylor                  | Regan McLeod                                  | 53              | 6, 7                | 5, 8                        |
| Jonny Pasvolsky             | Rob Shelton/Matt Bosnich                      | 36              | 5, 6                | 7                           |
| Luke Jacobz                 | Patrick Brewer                                | 78              | 6, 7, 8             | 5                           |
| Dustin Clare                | Riley Ward                                    | 49              | 6, 7                | 8                           |
| Gillian Alexy               | Tayler Geddes                                 | 54              | 7, 8                | 6                           |
| Matt Passmore               | Marcus Turner                                 | 53              | 7, 8                | NA                          |
| Abi Tucker                  | Grace Kingston-McLeod                         | 45              | 7, 8                | NA                          |
| Anna Torv & Edwina Ritchard | Jasmine "Jaz" McLeod                          | 17              | 8                   | 4                           |
| John Schwarz                | Ben Hall                                      | 15              | 8                   | NA                          |

## Audiência
| Temporadas  | Horário                                                                                     | Começo de temporada     | Final de temporada     | Anos        | Rank de audiência | Rank dos fãs | Espectadores (em milhões) |
| ----------- | ------------------------------------------------------------------------------------------- | ----------------------- | ---------------------- | ----------- | ----------------- | ------------ | ------------------------- |
| Temporada 1 | Quarta-feira - 19:30h                                                                       | 8 de agosto de 2001     | 20 de março de 2002    | 2001 - 2002 | #1                | #1           | 1.85                      |
| Temporada 2 | Quarta-feira - 19:30h                                                                       | 27 de março de 2002     | 16 de outubro de 2002  | 2002        | #1                | #1           | 1.84                      |
| Temporada 3 | Quarta-feira - 19:30h                                                                       | 12 de fevereiro de 2003 | 29 outubro 2003        | 2003        | #1                | #1           | 1.82                      |
| Temporada 4 | Quarta-feira - 19:30h                                                                       | 11 de fevereiro de 2004 | 24 de novembro de 2004 | 2004        | #1                | #1           | 1.68                      |
| Temporada 5 | Quarta-feira - 19:30h                                                                       | 9 de fevereiro de 2005  | 23 de novembro de 2005 | 2005        | #1                | #2           | 1.65                      |
| Temporada 6 | Quarta-feira - 19:30h                                                                       | 15 de fevereiro de 2006 | 29 de novembro de 2006 | 2006        | #2                | #3           | 1.44                      |
| Temporada 7 | Quarta-feira - 19:30h                                                                       | 7 de fevereiro de 2007  | 17 de outurbro de 2007 | 2007        | #8                | #5           | 1.08                      |
| Temporada 8 | Quarta-feira - 20:30h (1-3), Sábado 20:30h (4-6), Sábado 22:00h (7-8), Sábado 21:30h (9-22) | 23 de julho de 2008     | 31 de janeiro de 2009  | 2008 - 2009 | #30               | #10          | 0.65                      |

## Transmissão
| País           | Nome                | Canal de TV                             | Data de estreia     | Data de encerramento    |
| -------------- | ------------------- | --------------------------------------- | ------------------- | ----------------------- |
| Austrália      | McLeod's Daughters  | Nine Network                            | 8 de agosto de 2001 | 31 de janeiro de 2009   |
| Austrália      | McLeod's Daughters  | Hallmark Channel                        |                     |                         |
| Nova Zelândia  | McLeod's Daughters  | TV2                                     | Entre 2001 - 2003   | 12 de feveriero de 2009 |
| Alemanha       | McLeods Töchter     | VOX                                     |                     |                         |
| Grécia         | Οι Κόρες του McLeod | ET-3                                    | Setembro de 2009    |                         |
| Áustria        | McLeods Töchter     | VOX                                     |                     |                         |
| Suíça          | McLeods Töchter     | VOX                                     |                     |                         |
| Reino Unido    | McLeod's Daughters  | Hallmark Channel                        |                     |                         |
| Brasil         | As filhas de McLeod | Hallmark Channel                        |                     |                         |
| Ásia           | McLeod's Daughters  | Hallmark Channel                        |                     |                         |
| Países Baixos  | McLeod's Daughters  | Net 5                                   | 2001                | 3 de agosto de 2009     |
| Bélgica        | McLeod's Daughters  | VTM e The Hallmark Channel              |                     |                         |
| Canadá         | McLeod's Daughters  | One                                     |                     |                         |
| Canadá         | McLeod's Daughters  | Vision TV                               |                     |                         |
| Hungria        | McLeod Lányai       | The Hallmark Channel, M1                |                     |                         |
| Itália         | Le Sorelle Mc Leod  | The Hallmark Channel e Rai Uno (Itália) |                     |                         |
| América Latina | McLeod's Daughters  | The Hallmark Channel                    |                     |                         |
| Estónia        | McLeodi tütred      | Kanal 2, Kanal 11                       |                     |                         |
| Bulgária       | McLeod's Daughters  | GTV                                     |                     |                         |
| Polónia        | Córki McLeoda       | The Hallmark Channel                    |                     |                         |
| Polónia        | Córki McLeoda       | TVP2                                    | Março de 2009       |                         |
| Israel         | McLeod's Daughters  | The Hallmark Channel                    |                     |                         |
| África do Sul  | McLeod's Daughters  | The Hallmark Channel                    |                     |                         |
| Namíbia        | McLeod's Daughters  | The Hallmark Channel                    |                     |                         |
| Roménia        | Fiicele lui McLeod  | The Hallmark Channel                    |                     |                         |
| Malásia        | McLeod's Daughters  | The Hallmark Channel                    |                     |                         |
| Singapura      | McLeod's Daughters  | The Hallmark Channel                    |                     |                         |
| Galiza         | As irmás McLeod     | TVG                                     |                     |                         |
| Noruega        | McLeod's Daughters  | TVNorge                                 |                     |                         |
| Suécia         | McLeods döttrar     | Hallmark Channel Kanal 5                |                     |                         |
| Irlanda        | McLeod's Daughters  | RTÉ 2                                   |                     |                         |
| Dinamarca      | McLeod's Daughters  | Kanal 4                                 |                     |                         |
| Finlândia      | McLeodin Tyttäret   | YLE TV2 e Hallmark Channel              |                     |                         |
| Croácia        | McLeod's Daughters  | HRT                                     |                     |                         |
| Sérvia         | McLeod's Daughters  | The Hallmark Channel                    |                     |                         |
| Kuwait         | McLeod's Daughters  | KUWAIT TV2 KTV2 National Channel        |                     |                         |
| Chéquia        | McLeodovy dcery     | CT1                                     | Fevereiro de 2008   | Novembro de 2008        |
| Lituânia       | Makleodo dukterys   | LTV                                     | Fevereiro de 2009   |                         |
| Catalunha      | Les germanes McLeod | TV3                                     | 20 de julho de 2009 |                         |
| Portugal       | As Irmãs McLeod     | Sony Tv                                 |                     |                         |